# Grass Lake (Michigan)
Grass Lake est un village du comté de Jackson, dans l'État du Michigan, aux États-Unis. En 2020, il comptait une population de 1 105 habitants.